# Mesonauta festivus
Mesonauta festivus és una espècie de peix de la família dels cíclids i de l'ordre dels perciformes que es troba a Sud-amèrica: conques dels rius Paranà (Brasil i Paraguai) i Amazones (Brasil, Bolívia i el Perú).
Els mascles poden assolir els 8,2 cm de longitud total.